# Astragalus coarctatus
Astragalus coarctatus — вид квіткових рослин з родини бобових (Fabaceae). Ареал охоплює такі країни: Туреччина (пн.-сх. Анатолія).

## Середовище
Місця проживання виду невідомі. Типовий екземпляр був зібраний у Карсі в 1871 році. Загрози невідомі.